# Bryan-Gletscher (Viktorialand)
Der Bryan-Gletscher ist ein Gletscher im ostantarktischen Viktorialand. In den Apocalypse Peaks fließt von der Wasserscheide mit dem Papitashvili Valley in südlicher Richtung.
Das New Zealand Geographic Board benannte ihn 2005 nach dem australischen Geologen John Bryan, der von 1982 bis 1983 eine Mannschaft zur Kartierung der Verbreitung von Kohle aus dem Perm am Mount Fleming, dem Shapeless Mountain und am Mount Electra leitete.